# Bob Wootton
Bob Wootton, född 4 mars 1942 i Paris i Arkansas, död 9 april 2017 i Gallatin i Tennessee, var en amerikansk gitarrist. Han ersatte 1968 Luther Perkins i Johnny Cashs kompband Tennessee Three, efter att Perkins avlidit i en husbrand.

## Diskografi (urval)
Bidrag på album
- 1969 – Johnny Cash At San Quentin – Johnny Cash
- 1970 – The Sound Behind Johnny Cash – The Tennessee Three
- 1972 – America: A 200 Year Salute In Story And Song – Johnny Cash
- 1974 – Johnny Cash På Österåker – Johnny Cash
- 1979 – The Originals – The Statler Brothers
- 1980 - Rockabilly Blues - Johnny Cash
- 1982 – The Survivors – Johnny Cash, Jerry Lee Lewis, Carl Perkins
- 1986 – Memphis Rock & Roll Homecoming – Class of '55: Carl Perkins / Jerry Lee Lewis / Roy Orbison / Johnny Cash
- 1986 – Nashville Skyline – Bob Dylan